# بوابة فيلنيوس-لوبلان
بوابة فيلنيوس-لوبلان Vilnius–Lublin Portal هي معلم جذب عام يوفر إمكانية عقد مؤتمرات فيديو بين هياكل خارجية منفصلة في فيلنيوس في ليتوانيا، ولوبلين في بولندا.

## الوصف
تربط البوابة بين فيلنيوس، ليتوانيا، ولوبلين، بولندا، من خلال هياكل عامة كبيرة تستخدم تقنية مؤتمرات الفيديو، مع كاميرا تعرض موقع واحد على شاشة الآخر.

## التطوير
قام بينيديكتاس جيليس بتصميم فكرة البوابة بهدف توحيد وتنمية التعاطف لدى المشاهدين بين البلدين. ويعد المشروع مشروع مشترك بين مؤسسة بينيديكتاس جيليس ومدينتي فيلنيوس ولوبلين ومركز المبادرات الإبداعية بين الثقافات التابع لهذه المدينة. استغرق تطوير البوابة إلى شكلها النهائي خمس سنوات. تم تصميم البوابة من قبل مهندسين من مركز الإبداع والابتكار بجامعة فيلنيوس جيديميناس التقنية. تم تصميمه على شكل دائرة للتذكير بموضوعات الزمن والخيال العلمي. يبلغ وزن كل بوابة 11 طن.
بلغت تكلفة المشروع €111,000. فاز المشروع بمسابقة لتشجيع السياحة في فيلنيوس، عاصمة ليتوانيا. تخطط المجموعة لإنشاء بوابات مستقبلية من فيلنيوس إلى ريكيافيك ولندن.

## الاستقبال
شبه كاتب في موقع ذا فيرج البوابة بإبداعات من عالم الوسائط ستارغيت.

## قراءة إضافية
- Serrano، Jody (مايو 30, 2021). "فيلنيوس ولوبلين تكشفان عن "جسر" مستقبلي بين المدينتين". جزمودو. مؤرشف من الأصل في مايو 31, 2023. اطلع عليه بتاريخ يوليو 12, 2021.
- Wilson، Mark (يونيو 17, 2021). "هذه البوابة السحرية تربط الناس عبر مدينتين". Fast Company. مؤرشف من الأصل في مايو 17, 2024. اطلع عليه بتاريخ يوليو 12, 2021.